# Para Ski nordisch

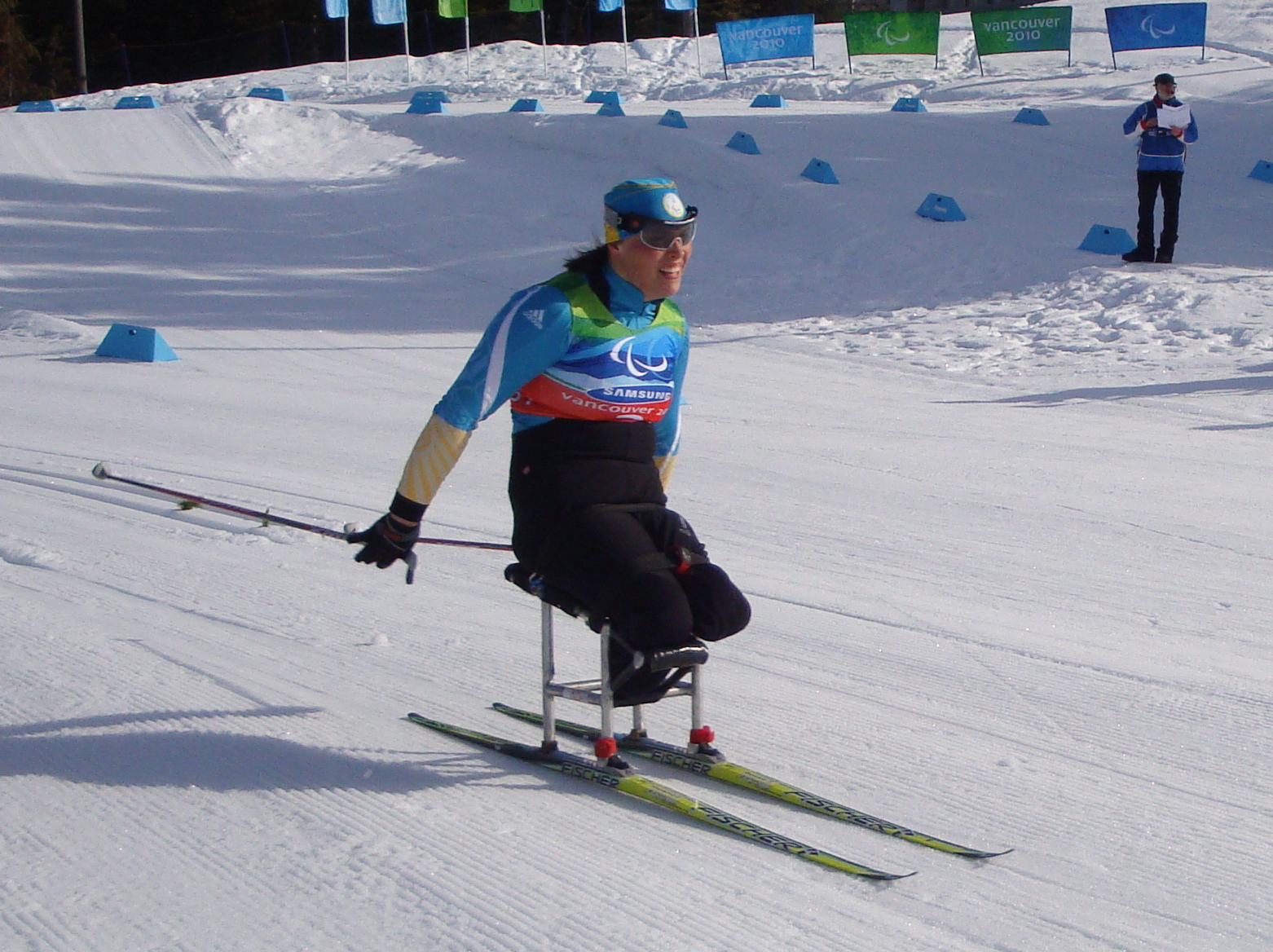
Sportler mit Langlaufschlitten

Para Ski nordisch unterteilt sich in die Disziplinen Para-Skilanglauf und Para-Biathlon. Sie sind Teil der Paralympics. Seit 1974 finden außerdem Weltmeisterschaften statt. Ausgetragen wurden sie bis 2022 vom Internationalen Paralympischen Komitee (IPC). Seit 2023 werden die Para-Weltmeisterschaften unter der Schirmherrschaft der Fédération Internationale de Ski (FIS) ausgetragen.

## Langlauf
Para-Skilanglauf gehört seit den ersten paralympischen Winterspielen 1976 zum Wettkampfprogramm. Er ist variabel ausführbar und steht dadurch Menschen mit unterschiedlichsten Behinderungen offen. Die Sportlerinnen und Sportler treten in den drei Kategorien sitzend, stehend oder sehbehindert an. Die Sportart kann sowohl mit Amputationen oder Funktionseinschränkungen an Armen und Beinen als auch bei Sehbehinderung oder Blindheit ausgeübt werden. Athletinnen und Athleten die im Alltag einen Rollstuhl verwenden, nehmen während des Rennens auf einem Langlaufschlitten (Sitzski) Platz und bewegen sich ausschließlich über den Armeinsatz vorwärts. Die Sehbehinderten starten gemeinsam mit einem Begleitläufer (Guide), der ihnen durch Kommandos den Weg weist. Der Weltverband World Para Skiing veranstaltet Rennen in der kurzen, mittleren und langen Distanz. Zusätzlich gibt es ein Staffelrennen, bei dem Sportlerinnen und Sportler aus allen drei Kategorien gemeinsam antreten. Stehende und Sehbehinderte starten sowohl in der klassischen als auch in der freien Technik.

## Biathlon
Para-Biathlon besteht aus den beiden Teildisziplinen Langlauf und Schießen. Es ist seit den Winterspielen 1988 in Innsbruck paralympisch. Auch hier treten die Sportlerinnen und Sportler wie beim Langlauf in den drei Kategorien sitzend, stehend oder sehbehindert an. Para-Biathlon ist somit ebenfalls für alle gleichermaßen zugänglich. Auch hier kommt bei Rollstuhlfahrern der Sitzski zum Einsatz. Sehbehinderte starten ebenfalls mit einem Guide. Das Schießen erfolgt dabei nach Gehör. Die Sportler benutzen ein Lasergewehr mit einem Infrarotsystem, welches ein Zielen auf Basis unterschiedlicher Tonhöhen ermöglicht. Je höher der Ton, desto genauer zielt man in die Mitte. Beim Biathlon wird abhängig von der Gesamtdistanz mehrfach ein Rundkurs in der freien Technik absolviert, wobei nach jeder Runde ein Schießen stattfindet. Ähnlich wie im olympischen Sport gibt es verschiedene Para Biathlon-Disziplinen. Im Sprint (6 km Frauen / 7,5 km Männer) müssen die Athletinnen und Athleten zwei Mal an den Schießstand. In der Mitteldistanz (10 km / 12,5 km) und im Einzelwettbewerb (12,5 km / 15 km) werden je vier Mal fünf Schuss abgegeben. In der Sprint- und Mitteldistanz muss pro Fehlschuss eine Strafrunde gelaufen werden, auf der langen Distanz gibt es für jeden Fehlversuch eine Strafminute. Im Unterschied zum olympischen Biathlon laufen die Sportler allerdings nicht mit dem Gewehr auf dem Rücken, sondern bekommen es erst am Schießstand gereicht.

## Die Kategorien
- Sitzend starten Rollstuhlfahrer und stark gehbehinderte Sportlerinnen und Sportler in einem auf ihre individuellen körperlichen Bedürfnisse zugeschnittenen Schlitten. Die maximale Sitzhöhe ist reglementiert.
- Stehend starten Athletinnen und Athleten mit leichteren Behinderungen an den Beinen oder mit Einschränkungen an einer oberen Extremität. Sie benutzen normale Langlaufski und – abhängig von ihrer Behinderung – Skistöcke.
- Sehbeeinträchtigte starten mit einem Begleitläufer (Guide), der sie mit Kommandos über die Strecke leitet. Dabei braucht es eine perfekte Abstimmung und absolutes Vertrauen.

In den drei Kategorien treten Athletinnen und Athleten mit unterschiedlichen Arten und Graden von Behinderungen gegeneinander an. Dabei wird ein Prozentsystem angewandt, das die Leistungen innerhalb der drei Kategorien vergleichbar machen soll. Zunächst werden die Sportler innerhalb der Kategorien auf Basis ihrer funktionellen Möglichkeiten einer Startklasse zugeordnet und erhalten dementsprechend einen Prozentwert. Je stärker sich die körperliche Einschränkung im Wettkampf auswirkt, desto niedriger ist die Startklasse und somit auch der Prozentwert. Der Prozentwert wird mit der tatsächlichen Rennzeit multipliziert, um die angepasste Rennzeit zu erhalten. Das Internationale Paralympische Komitee (IPC) teilt die Sportler im Rahmen einer Klassifizierung Wettkampfklassen zu:
| Klasse          | Behinderung                                      |
| --------------- | ------------------------------------------------ |
| B 1 bis B 3     | Sehbeeinträchtigte                               |
| LW 2 bis LW 4   | Einschränkungen an den Beinen (stehende Klassen) |
| LW 5/7 bis LW 8 | Einschränkungen an den Armen                     |
| LW 9            | Einschränkung an Beinen und Armen                |
| LW 10 bis LW 12 | Sitzende Klassen                                 |

Es gilt der Grundsatz: je niedriger die Wettkampfklasse, desto höher der Behinderungsgrad. Um Chancengleichheit herzustellen oder sich ihr zumindest anzunähern, gilt ein Faktorsystem mit Prozenten: Je stärker die körperliche Beeinträchtigung eines Athleten, desto langsamer läuft seine Wettkampfuhr. Detaillierter zeigt dies folgende Auflistung:
sehbehindert
- B1 – kein funktionelles Sehen (blind)
- B2 – bis zu ca. 3–5 % funktionelles Sehen
- B3 – unter 10 % funktionelles Sehvermögen

stehend
- LW2 – Einbeinamputation oberhalb des Knies
- LW3 – Doppelbeinamputation unterhalb des Knies, leichte Zerebralparese oder *gleichwertige Beeinträchtigung
- LW4 – Einbeinamputation unterhalb des Knies
- LW5/7 – Doppelarmamputation
- LW6/8 – einarmige Amputation
- LW9 – Amputation oder gleichwertige Beeinträchtigung eines Arms und eines Beins

sitzend
- LW 10 – Querschnittslähmung ohne oder mit eingeschränkter Oberbauchfunktion und ohne funktionelle Sitzbalance
- LW 11 – Paraplegie mit fairer funktioneller Sitzbalance
- LW 12 – doppelte Beinamputation über den Knien oder Querschnittslähmung mit einiger Beinfunktion und guter Sitzbalance

## Erfolgreiche deutsche Athleten
- Andrea Eskau (* 1971)
- Martin Fleig (* 1989)
- Frank Höfle (* 1967)
- Thomas Oelsner (* 1970)
- Anja Wicker (* 1991)